# Elevator (Room2012)
Elevator è il primo e unico album del gruppo musicale tedesco Room2012, pubblicato il 14 dicembre 2007 dall'etichetta Warner.
Dall'album sono state estratte come singoli le canzoni Haunted e Naughty but Nice.

## Tracce
1. Head Bash
2. Cuckoo Brain
3. Naughty But Nice
4. Put 'Em Up
5. Don't Let The Sun Go Down
6. Simple Things
7. Fresh
8. Haunted
9. Take A Minute
10. Strung Out
11. No, You Can't Stay For Coffee
12. Mr. DJ
13. Never Give Up